# Christian Joseph Berres
Christian Joseph Berres Edler von Perez (Hodonín, 18 marzo 1796 – Vienna, 24 dicembre 1844) è stato un anatomista austriaco.

## Biografia
Studiò chirurgia a Vienna, e poco dopo fu professore di anatomia a Lemberg. Nel 1831 fu nominato professore di anatomia all'Università di Vienna.
Conosciuto per il suo lavoro nell'anatomia microscopica, Berres fu un pioniere della fotomicrografia, producendo fotomicrografie secondo il metodo del dagherrotipo già nel 1839.

## Opere
- Praktische Erfahrungen über die Natur der Cholera in Lemberg und Behandlungsart derselben, 1831.
- Anthropotomie; oder, Lehre von dem Baue des menschlichen Körpers, 1835-41.
- Anatomie der mikroskopischen Gebilde des menschlichen Körpers : Anatomia partium microscopica rum corporis humani, 1836-42.
- "Anatomia microscopica corporis humani", 1837.[3]